# Louise Eyben
Louise Eyben (geboren 23. Juni 1853 in Frankfurt am Main als Marie Louise Barbara Fuchs; gestorben 3. Mai 1949 in Schwerin) war eine deutsche Theaterschauspielerin. 

## Leben
Eyben, Tochter des Klavierfabrikanten Johann Bernhard Fuchs, entschloss sich, da man stets den Wohllaut ihres Sprachorgans und ihre gute Deklamation belobte, zumal sie große Vorliebe für den Bühnenberuf zeigte, Schauspielerin zu werden. Sie nahm Unterricht bei Paul Zademack und Rosa Spitzeder und betrat gleich als „Gretchen“ am Hoftheater in Wiesbaden zum ersten Mal die Bühne. Sowohl in diese Rolle wie als „Jane Eyre“ in „Waise von Lowood“ fand sie aufmunternden Beifall und wurde engagiert.
Sie kam dann nach Freiburg, von dort nach Nürnberg (1889) (Antrittsrolle „Widerspenstige“), Köln (1890–1892) (Antrittsrolle „Hortensie“ in „Probepfeil“), Riga (1893–1896, Antrittsrolle „Pompadour“) und trat, nachdem sie einige Zeit kein festes Engagement angenommen hatte, 1900 in den Verband des Hoftheaters Schwerin, wo sie als „Anna-Liese“ debütierte. Diesem Ensemble -- nach dem Ersten Weltkrieg als Mecklenburger Landes- bzw. Staatstheater weitergeführt -- gehörte die Künstlerin auch die folgenden Jahrzehnte bis zu ihrer Pensionierung an. Im Laufe der Jahre wuchs Louise Eyben in das Fach der Anstandsdamen und Heldenmütter hinein. Sie blieb bis zu ihrem Tode in Schwerin ansässig.
Louise Eyben war seit 1878 mit dem Schauspieler Julius Eyben verheiratet.